# Malé Březno nad Labem
Malé Březno nad Labem – przystanek kolejowy w miejscowości Malé Březno, w kraju usteckim, w Czechach. Znajduje się na wysokości 140 m n.p.m.
Jest zarządzany przez Správę železnic. Na przystanku nie ma możliwości zakupu biletów, a obsługa podróżnych odbywa się w pociągu.

## Linie kolejowe
- 073 Ústí nad Labem-Střekov - Děčín